# Europeiska kemikaliemyndigheten

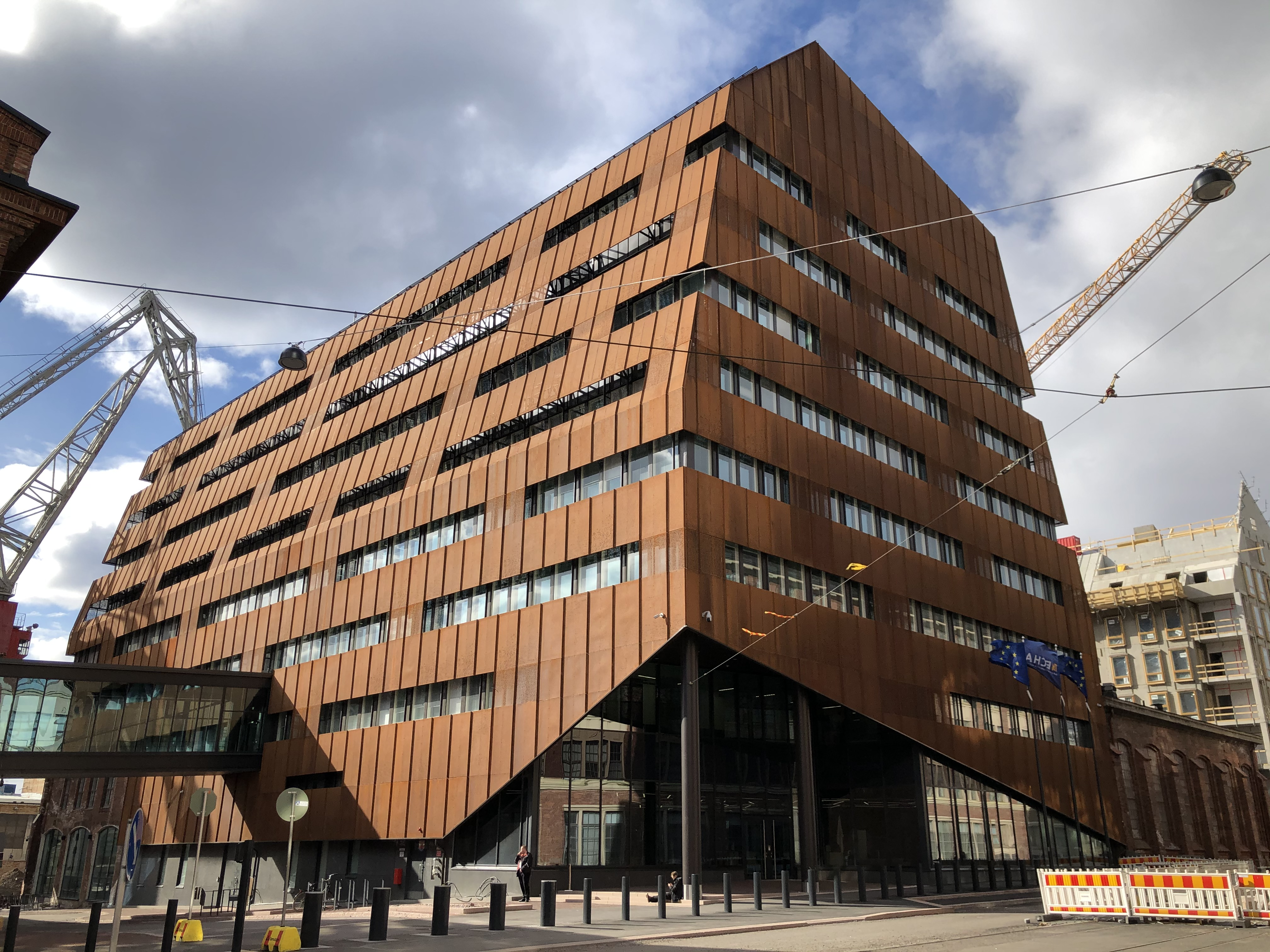
Europeiska kemikaliemyndighetens huvudkontor i Helsingfors.

Europeiska kemikaliemyndigheten (engelska: European Chemicals Agency, ECHA) är en av Europeiska unionens byråer som ägnar sig åt data om, och utvärderingsprocedurer för farliga kemikalier inom Europeiska unionen. Byrån skapades den 1 juni 2007 och ersatte den tidigare Europeiska kemikaliebyrån. ECHA har sitt huvudkontor på Annegatan i Helsingfors, Finland.
ECHA sköter tillstånd för användningen av pesticider och kommer även att överta ansvaret för tillståndsgivning av andra biocider från medlemsstaterna. Överföringen av detta ansvar kommer att ske fram till år 2020.